# Virola elongata
Virola elongata е храст или малко дърво, разпространено в Панама, част от Бразилия и Перу.

## Описание
На височина достига до 25 m, листната дръжка е дълга 0,5 – 1,1 cm, с власинки, листата са гладки отгоре и покрити с власинки отдолу. Съцветията също са гъсто покрити с власинки. Тичинковите съцветия – метличести, многоцветни, до 10 – 18 cm дълги. Плодовете са от 5 до 40 на съцветие, с дръжки от 2 до 5 mm, семената са елипсовидни.
Използвано е в народната медицина за лечението на стомашни проблеми, а смолата му е използвана като отрова за стрелите на амазонските индианци.